# 口腔内科
口腔内科（こうくうないか、英: oral medicine）とは、歯科医学の一分野。口腔に症状をおよぼす全身性の疾患を診断し、外科的なアプローチとは異なる方法で口腔疾患の治療を行なうもの。「口腔内科学」の名称は一般的にoral medicineの日本語訳と考えられている場合が多いが、「口腔内科学」以外の例をあげると「口腔医学」、「口腔科学」、「口腔医療学」、あるいはそのまま「オーラル・メディシン」等の呼称が考えられる。日本国内においては医療法が定める正式な標榜科とは認められていない。

## 口腔内科の治療対象
口腔内科では口腔内に関連するあらゆる疾患を診断・治療対象とし、医科的知識に基づく全身的評価の後、早期発見による最小限の外科的手術や、器官温存のための内科的アプローチを特徴とする。具体的には、口腔悪性腫瘍、良性腫瘍、口腔粘膜疾患、唾液腺疾患、口腔顎顔面領域に生じる変形、外傷、嚢胞、顎関節疾患、口腔顔面領域の神経疾患、口腔乾燥症、口臭、味覚障害、舌痛症、顎顔面領域の神経性疼痛・麻痺、口腔内と関連する精神疾患（口腔心身症）などがあげられる。以上のように口腔内科は広範にわたるため、口腔内科を担当する医師には口腔内に発生する多様な疾患の診断・鑑別を行う能力と経験が要求され、関連医科・検査施設との密接な連携の上での診療システムが必要となる。

## 日本国外における口腔内科
欧米では、口腔外科（oral surgery）とは別に口腔内科（oral medicine clinic）が確立されており、日本では大学病院口腔外科や総合病院の口腔外科がその役割を担当していることが多い。
Oral Medicineはすでにアメリカ合衆国においては歯科医学における一つの分野を占めており、American Academy of Oral Medicineという専門学会が設立されている。この学会では、歯やその支持組織とそれに関連した組織に関する疾病の原因、治療に関する研究ならびにその予防に対する知識の普及を目的としている。また、ハーバード大学オーラルメディシン科のStephen T. Sonis教授らの著書“Oral Medicine Secrets”では、歯科を受診した全身疾患の有病者の歯科治療開始前の患者評価や、臨床検査の利用および投薬中の薬物相互作用などについて解説されている。
また、韓国の慶熙大学歯科大学の「口腔内科」では、歯科口腔領域の病気、障害をストレスなど全身的な問題として考え、改善の糸口を幅広い分野から探し出し、治療している。さらに、う蝕、歯周組織の炎症など主要歯科疾患であっても、「口腔内科」では、単にプラークによる細菌感染としてのみ対処するのではなく、心身のさまざまな要因を背景として究明している。

## 日本における口腔内科の現状
加藤倉三が1965年に欧米のオーラル・メディシン部門の概要を報告、1968年に東京歯科大学がオーラルメディシン研究所を開設、1981年に東京歯科大学に日本で最初のオーラル・メディシン講座が開設された。
正式な標榜科として認められていないが、北海道大学、北海道医療大学、日本大学、東京歯科大学、松本歯科大学、鶴見大学、徳島大学、九州歯科大学など国内のいくつかの歯学部では講座あるいは診療科として開設されている。